# 国際土壌年
国際土壌年（こくさいどじょうねん、英: International Year of Soils 2015）は、2015年を期間として設定された国際年。
2013年12月に行われた国際連合総会（国連総会；第68会期）において、2015年を国際土壌年とする決議文が国連食糧農業機関（FAO）に事務局を置く地球土壌パートナーシップ（GSP）主導のもと採択された。

## 概要
国連総会では、適切な土壌管理が加盟各国の経済成長、貧困撲滅、女性の地位向上などの社会経済的な課題を乗り越えていくためにも重要であることが強く認識され、限りある土壌資源の持続性向上とその必要性の社会的認知を高めることに加盟国や関連する組織などが自発的に務めるよう呼びかけている。
また、12月5日を世界土壌デーとすることが同時に採択され、同一テーマで国際年と世界デーが同時に採択されたのは今回が初めてである。
この決議は、持続的な食糧安全保障を希求する国際社会において、土壌に対する認識の向上と適切な土壌管理を支援するための社会意識の醸成が喫緊の課題であるという強い認識によるものである。

## 設定目的
- 人間の生活において土壌が担う重要な役割について、社会的な認識の向上をはかる。
- 食料安全保障（Food Security）、気候変動への適応と緩和、生態系サービス、貧困撲滅および持続的な発展に土壌が寄与していることを啓蒙する。
- 土壌資源の持続的管理および保護のための効果的な政策や行動を促進する。

## テーマ
"Healthy Soils for a Healthy Life"

## 日本国内での活動
土壌に関わる有志が集い、「国際土壌年2015応援ポータルサイト」を立ち上げて国際土壌年の周知を図っている。